# Camp de La Courtine

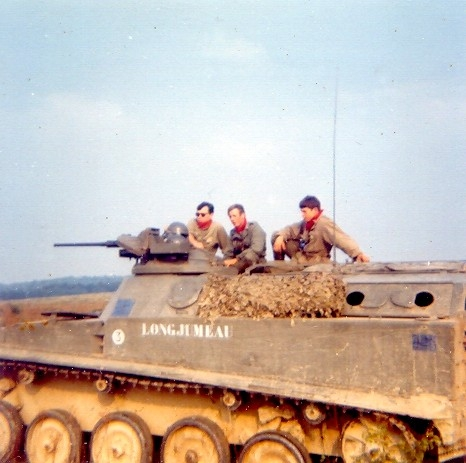
Char AMX13 en entraînement au camp de La Courtine.

Le camp de La Courtine est un camp militaire de l'armée de terre française depuis 1904. Il est situé dans la Creuse, sur le plateau de la Courtine, sur le territoire d'une dizaine de communes dont la plus importante est La Courtine et a une surface de 6 200 ha.
Premier camp national pour sa capacité d'hébergement (4 000 Hommes), et 5e pour sa superficie (6 300 ha), le camp est conçu pour le séjour de grandes unités d'infanterie totalement autonomes.
Le camp garde le drapeau et les traditions du 20e régiment d'infanterie, il est aujourd'hui réservé à l'entraînement « toutes armes » (hors spécialisation). Il dispose de nombreux champs de tir permettant de s'entraîner du niveau groupe au niveau sous groupement tactique interarmes (1 compagnie renforcée de blindés, de génie et d'artillerie). Il permet l'entraînement au combat en localité avec un village de combat de 110 maisons, dispose de plusieurs sites permettant le franchissement amphibie, d'une zone de saut pour les unités parachutistes, ainsi que de plusieurs petits villages de fermes permettant l'hébergement des unités en séjour. Se diversifiant de plus en plus, les activités de l'espace d'entraînement de la Courtine (nouvelle appellation) s'ouvrent désormais au monde civil avec l'association Planète sciences (activités CNES), la Baja (rallye auto), ou les exercices de la protection civile (MISPANGRI 2007).

## Histoire
- 1901 : création du camp.
- 1914-1917 : base arrière des armées, il est un grand centre d'instruction et de préparation pour le front.
- 1917 : désengagées pour cause d'instabilité politique, deux brigades russes séjournent à La Courtine et se révoltent contre leurs officiers qu'elles renvoient. Pendant quatre mois, elles vont s'autogérer jusqu'à ce que le camp soit pris d'assaut, après cinq jours de combats, et que les brigades soient dissoutes. Mutinerie des soldats russes à La Courtine.
- 1919-1939 : les régiments des 9e 12e et 13e corps d'armée manœuvrent sur le camp, se préparant au second conflit mondial qui s'annonce.
- 1940-1942 : aux ordres du général Jean de Lattre de Tassigny, l'armée d'armistice vient régulièrement pour conserver les savoir-faire techniques et tactiques. Le maréchal Pétain accompagné du général Eugène Marie Louis Bridoux, assistent au défilé de l'Armée de l'Armistice (armée fantoche du Gouvernement de Vichy) et des élèves des grandes écoles comme le 7 juillet 1942, ou après avoir passé en revue les troupes de la 12e division, il part du camp de La Courtine, arrive à Ussel, reçoit les honneurs du 41e régiment d'infanterie, puis il regagne son train spécial en gare d'Ussel[1]..
- 1942-1944 : l'armée allemande s'installe.
- 1945 : l'armée Anders (Polonais) séjourne au camp quelques mois avant de rentrer au pays, pris en charge par l'armée britannique. Ils y auront été précédés par 6 000 soldats russes ex-prisonniers des Allemands et libérés par les armées alliées, ravitaillés par une mission militaire américaine. Une épidémie de typhus se déclare dans le camp, semant une vive panique au sein de l'armée américaine en Europe qui n'était pas vaccinée contre cette maladie. L'action rapide du médecin-chef de l'hôpital du camp, le docteur André Delevoy, sauvera la situation et lui vaudra la Médaille d'Honneur des épidémies et la reconnaissance de l'Institut  Rockefeller de New York. En juin 2007, il sera décidé que le nouveau centre médical de garnison portera son nom.
- 1962 : le Général de Gaulle président de la République vient de Paris à La Courtine pour assister aux manœuvres ASSAS effectuées sur le camp.
- 1959-1964 : la période néerlandaise débute. Chaque année, durant six mois, le camp est occupé en totalité par les unités de ce pays[2].
- 1967 : Le colonel Marcel Bigeard en manœuvre sur le camp dirigeait le 20E Brigade Para promu général peu après[pas clair]
- 1980 : les grands travaux de réhabilitation de camp débutent pour donner au camp la physionomie qu'il a encore au début du XXIe siècle.
- 1984 : le 35e groupement de camp reçoit la garde du drapeau du 20e R.I.
- 2000 : le 35e G.C/20e R.I prend le nom de Groupement de camp de La Courtine.
- 2001 : centenaire du camp.
- 31 juillet 2009 : le Groupement de camp de La Courtine est dissout. Le camp de La Courtine est rattaché au 126e régiment d'infanterie de Brive-la-Gaillarde et prend le nom de 126e RI - Détachement de La Courtine.
- 2015 : Confronté à un manque d’espace et d’infrastructures aux Pays-Bas, les hollandais avaient pour tradition de s’entrainer dans les camps militaires français pendant les années 1960-1970. Récemment, un nouveau partenariat conclu entre la 13e brigade légère blindée néerlandaise et la 3e brigade légère blindée française permet de renouer avec cette habitude perdue.
- 2016 : le camp de La Courtine accueillera près de 1 200 soldats par jour en moyenne : un taux d'occupation doublé par rapport à l'année précédente, conséquence directe des efforts demandés à l'armée après les attentats de janvier et novembre 2015. En plus de ses missions permanentes, la France déploie des troupes au Mali (opération Barkhane), en Centrafrique (opération Sangaris) et sur le territoire national (opération Sentinelle) : le Ministère de la Défense a prévu de recruter 11 000 hommes en plus d'ici 2018 pour remplir toutes ces missions. Mais avant le déploiement, les soldats passent à l'entraînement et cela se passe à La Courtine notamment. Avec ses 6 300 hectares et ses 25 champs de tir, la base militaire du sud de la Creuse n'est pas la plus grande de France (le camp de Canjuers dans le Var est 6,5 fois plus vaste) mais La Courtine a une capacité d'hébergement plus importante que le camp varois : 3 600 places disponibles.
- 2017 : le 5 juillet, le camp de La Courtine redevient indépendant du 126e RI, formant dorénavant corps[3].
- 2019 : le camp de La Courtine retrouve la garde du drapeau du 20e RI[4].

La Courtine reçoit des unités de toute la France, mais aussi des écoles, des unités de gendarmerie, et même quelques unités étrangères (Britanniques, Belges, Néerlandais). C'est dans ce camp que les élèves des écoles d'ingénieurs rattachées au ministère de la Défense (École polytechnique, ENSTA, ENSIM) effectuent leur formation militaire initiale, les futurs infirmiers militaires de l'EPPA y effectuent également leur formation militaire complémentaire chaque année. Les futurs élèves officiers de réserve admis en Préparation Militaire Supérieure (PMS) y effectuaient régulièrement leur stage d'été et y passaient les tests qualificatifs encadrés par des officiers de carrière.